# Лихтенберг (княжество)
Лихтенберг — княжество, располагавшееся в 1816—1834 годах на территории нынешнего Саара. Государство появилось после Венского Конгресса. Эту землю получил в награду за военные заслуги в качестве генерала во время борьбы с Наполеоном герцог Саксен-Кобург-Заальфельда Эрнст I. Указом герцога от 6 марта 1819 года территория была переименована в княжество Лихтенберг в честь одноимённого замка, расположенного между Баумхольдером и Кузелем. 
Столица княжества Санкт-Вендель был резиденцией правительства и резиденции жены Эрнста I Луизы фон Саксен-Гота-Альтенбургской (герцогини Саксен-Кобург-Заальфельд) с 1824 года до её смерти в 1831 году. Она была разведена с Эрнстом I с 1826 года и была матерью наследного принца Эрнста II и принца Альберта, позже супруга британской королевы Виктории.
Из-за политических волнений в Санкт-Венделе в 1831—1832 годах и большого расстояния до основной части герцогства герцог продал княжество Пруссии по государственному договору от 31 мая 1834 года за годовую пенсию в размере 80 000 талеров. Присяга прусскому королю состоялось 22 сентября того же года. Значительная часть выручки пошла на расширение частной собственности герцогов в Грайне (Верхняя Австрия). Пруссия включила землю в состав округа Санкт-Вендель в административном районе Трир в Рейнской провинции.

## Государственное устройство
После создания княжества была создана государственная комиссия как высший орган княжества Лихтенберг. Указом от 12 мая 1821 года вместо него было создано «Герцогское правительство княжества Лихтенберг». Он состоял из двух отделов. Первым отделом было «правительство как государственный суверенитет и административный колледж», а вторым — «апелляционный суд».
Ещё в 1817 году территория была разделена на три кантона и 15 мэрий для административных целей, которые подчинялись первому департаменту правительства.
Судебная организация была передана французской судебной организации на левом берегу Рейна. По гражданским делам в каждом кантоне был трибунал в качестве входного суда. Это были Мировой суд Санкт-Венделя, Мировой суд Баумхолдера и Мировой суд Грумбаха. Районный суд Санкт — Венделя, который также был уголовным судом первой инстанции, был вышестоящим по отношению к ним судом. В его состав входили председатель районного суда, два судьи и государственный прокурор. Обжалование его приговоров возможно во втором правительственном департаменте. Пруссия захватила въездные суды в 1834 году и первоначально передала их в окружной суд Трира, но уже в 1835 году в более удачно расположенный окружной суд Саарбрюккена.
Распоряжением от 27 апреля 1821 года был учрежден областной совет как представитель регионов. Он состоял из 7 членов, из которых Санкт-Вендель избрал трех, а два других кантона — по два члена каждый. Провинциальный совет имел консультативную функцию и оценивал законы и бюджет. Дополнительные расходы требовали одобрения государственного комитета.